# Kutan

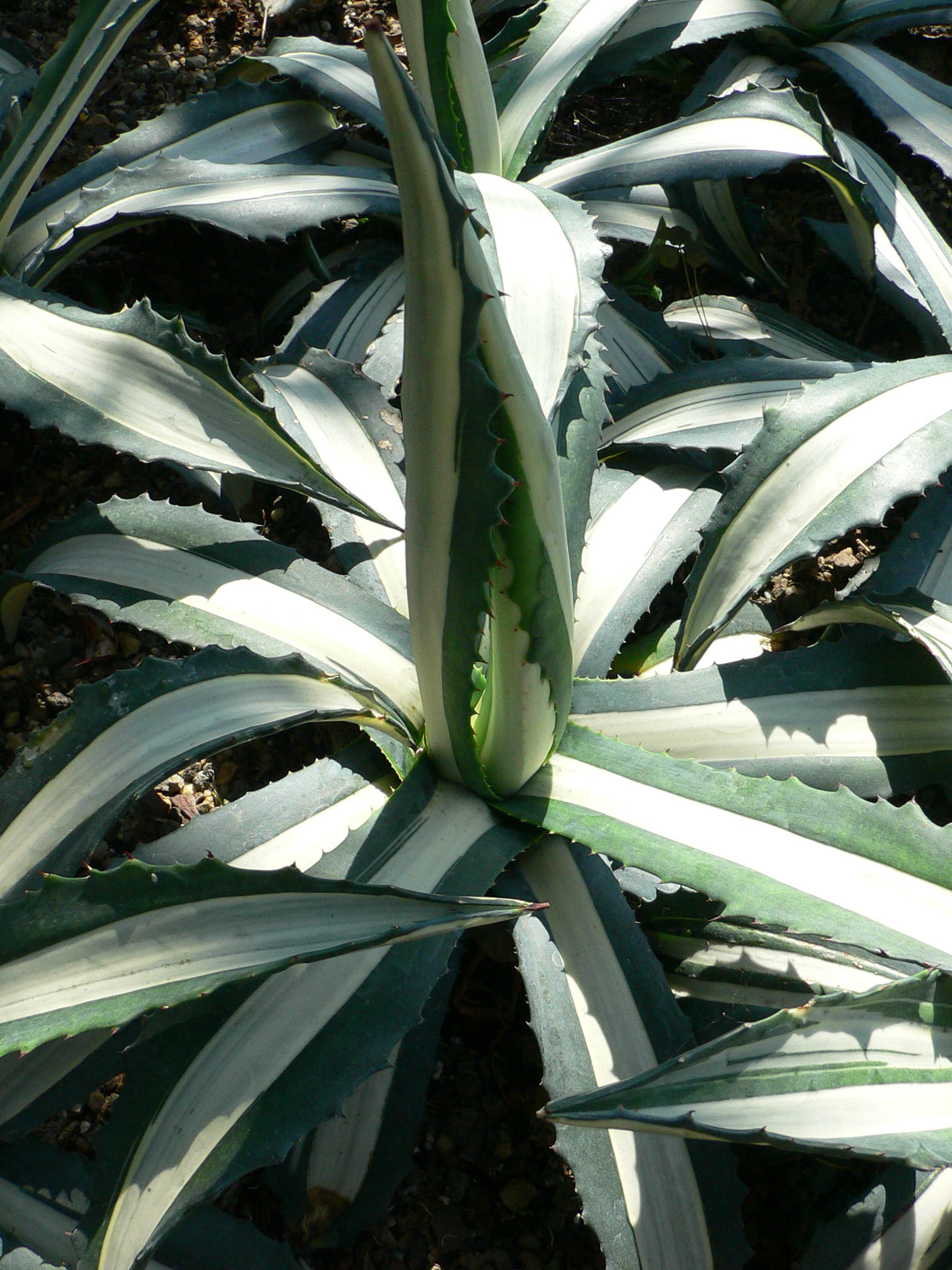
Agave americana to kserofit, u którego po raz pierwszy wykryto kutan

Kutan – biopolimer wchodzący w skład kutykuli niektórych roślin. Substancja została wykryta po raz pierwszy u Agave americana, a następnie u kilku innych gatunków. Jego występowanie stwierdzono również w pozostałościach 18 różnych roślin kopalnych. Struktura i synteza kutanu nie jest w pełni poznana. Wyniki badań wskazują, że jest polimerem wodorowęglanowym. Jest odporny na zmydlanie, deestryfikację i hydrolizę zasadową.